# Tatra KT8D5R.N1
Tatra KT8D5R.N1 (též KT8D5.RN1) je tříčlánkový tramvajový vůz, který vznikl modernizací československé tramvaje Tatra KT8D5. Jedná se o jednosměrnou variantu s novým středním nízkopodlažním článkem. Do této podoby byly mezi lety 2003 a 2011 rekonstruovány všechny ostravské tramvaje KT8D5.

## Historické pozadí
Po zahájení modernizací obousměrných tramvají KT8D5 na typ KT8D5R.N2 v Brně se rozhodl Dopravní podnik Ostrava (DPO) uskutečnit podobný projekt. Dosazením nového nízkopodlažního článku a především zjednosměrněním vozu tak vznikla tramvaj KT8D5R.N1. Důvodem pro tuto změnu byl především fakt, že se vozy KT8D5 jako obousměrné téměř nevyužívaly. Pouze při specifických výlukách, kdy by byl koncový úsek tratě odříznut od zbytku sítě, by byla využita výhoda těchto vozů. Dalšími důvody bylo zvětšení počtu sedaček a snížení počtu dveří, které zvláště v zimě nechtěně odvádějí teplo z interiéru. Původní plány, vzhledem k různým mimořádným výlukám, nepočítaly se zjednosměrněním všech tramvají KT8D5. Na přelomu ledna a února 2011 byla dokončena rekonstrukce poslední tramvaje, rekonstruováno tedy je všech 16 vozů KT8D5. Jako náhradu za obousměrný typ KT8D5 DPO zakoupil tři tramvaje VarioLF3/2.

## Modernizace
Nejvýraznějším modernizačním prvkem je zjednosměrnění vozu. Byly tak odstraněny všechny dveře a schody na levé straně karoserie, zrušeno bylo zadní stanoviště řidiče, odstraněn byl i zadní pantograf, zatímco přední sběrač byl nahrazen novým polopantografem. Díky těmto úpravám došlo ke zvýšení počtu sedaček pro cestující. Krajní články byly kromě úprav spojených se zjednosměrněním kompletně opraveny. Střední článek tramvaje byl nahrazen novým nízkopodlažním s typovým označením ML8LF od firmy Krnovské opravny a strojírny. Interiér vozidla byl také modernizován: nové čalouněné sedačky, nová topná tělesa, stropní ventilátory, protiskluzová krytina na podlaze, elektronický informační systém. Sedačky pro cestující jsou po celém voze rozmístěny 2+1. Výška podlahy činí 900 mm nad temenem kolejnice, nad klouby se mírně zvedá na 970 mm, podlaha nového středního článku se nachází ve výšce 350 mm. Elektrická výzbroj zůstala původní typu TV3, byl však vyměněn statický měnič. Podvozky jsou rovněž původní.

## Provoz tramvají Tatra KT8D5R.N1
| Provoz  | Článek | Typ       | Roky modernizací | Počet vozů | Poznámky |
| ------- | ------ | --------- | ---------------- | ---------- | -------- |
| Ostrava | článek | KT8D5R.N1 | 2003–2011        | 16 kusů    |          |

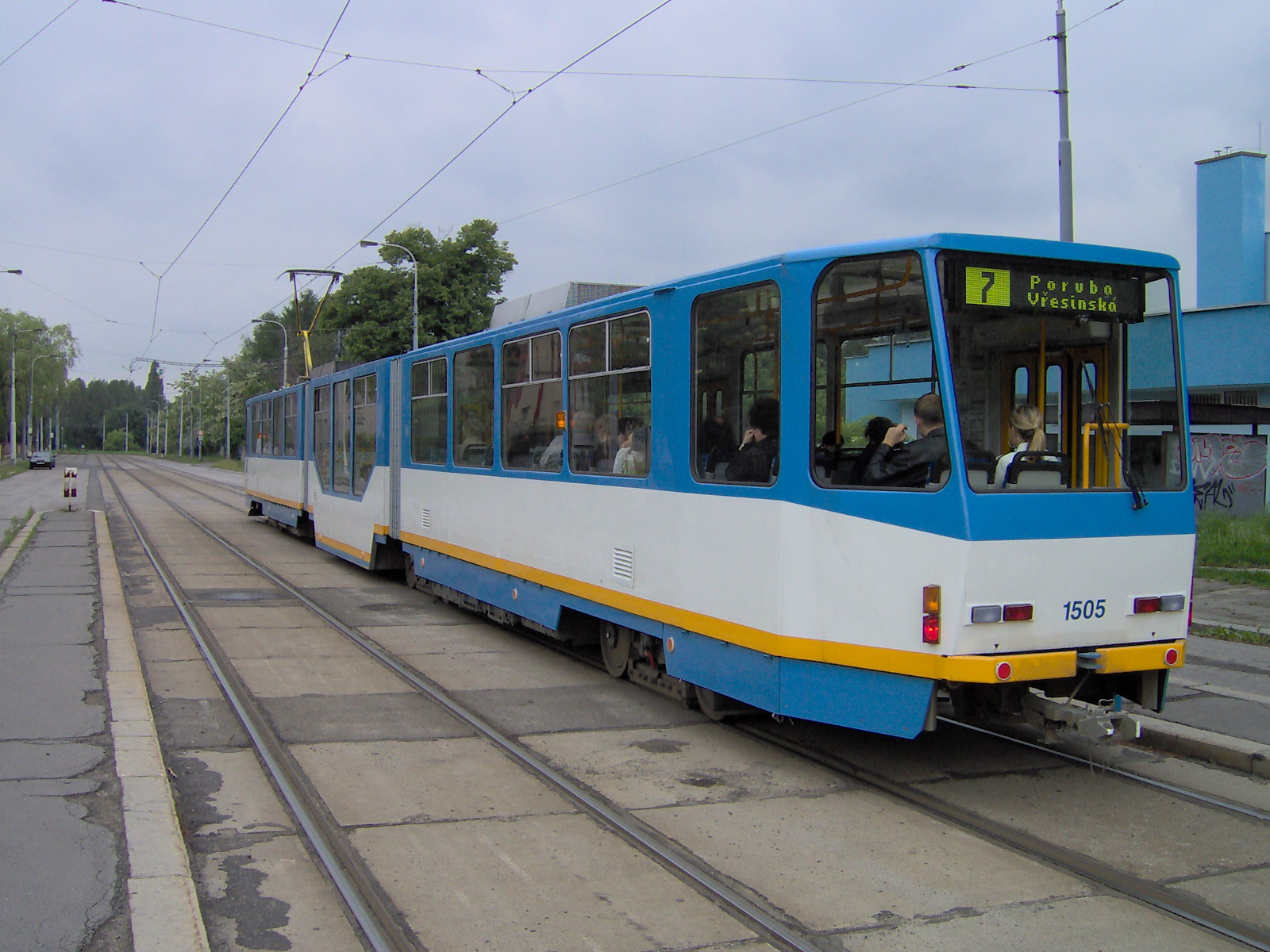
Zadní část a levý bok (bez dveří) ostravské tramvaje KT8D5R.N1

Jednosměrná varianta modernizace vozu KT8D5 je využívána pouze v Ostravě. Jako první byla v roce 2003 rekonstruována tramvaj evidenčního čísla 1510, která byla odborné veřejnosti představena 16. května téhož roku. Vůz byl do provozu s cestujícími zařazen na konci června 2003. V dalších letech byly obdobným způsobem rekonstruovány další vozy, poslední, šestnáctá tramvaj č. 1508 byla modernizována v průběhu let 2009–2011.
Modernizace na typ KT8D5R.N1 pro Ostravu probíhala v Ústředních dílnách DPO v městské části Martinov.